# 秦世顯
秦世顯（1506年—1528年），字子修，陕西西安府涇陽縣人，匠籍。

## 生平
治《詩經》，行三，嘉靖元年（1522年）陕西鄉試第三十一名舉人，年十八歲中式嘉靖二年（1523年）癸未科會試第九十一名，第三甲第九十四名進士。任饶阳县知县，调山西襄垣县知县，年二十三岁卒。

## 家族
曾祖秦四。祖父秦宥，壽官。父秦舉。母淡氏；继母王氏。重庆下。兄世衡、世光、弟世美、世冠。